# Herrarnas turnering i fotboll vid olympiska sommarspelen 1996
Herrarnas turnering i fotboll vid olympiska sommarspelen 1996 vanns av Nigeria som därmed tog sin första olympiska medalj i fotboll. I finalen slog de Argentina med 3–2. Bronset tog Brasilien efter seger över Portugal i bronsmatchen.

## Kvalificerade nationer
- Argentina
- Australien
- Brasilien
- Frankrike
- Ghana
- Italien
- Japan
- Mexiko
- Nigeria
- Portugal
- Saudiarabien
- Spanien
- Sydkorea
- Tunisien
- Ungern
- USA (värdnation)

## Arenor
| Athens                    | Birmingham                                   | Miami                                        |
| ------------------------- | -------------------------------------------- | -------------------------------------------- |
| Sanford Stadium           | Legion Field                                 | Orange Bowl                                  |
| Kapacitet: 86 100         | Kapacitet: 81 700                            | Kapacitet: 74 476                            |
|                           |                                              |                                              |
| Orlando                   | · Athens Birmingham Miami Orlando Washington | · Athens Birmingham Miami Orlando Washington |
| Citrus Bowl               | · Athens Birmingham Miami Orlando Washington | · Athens Birmingham Miami Orlando Washington |
| Kapacitet: 65 000         | · Athens Birmingham Miami Orlando Washington | · Athens Birmingham Miami Orlando Washington |
|                           | · Athens Birmingham Miami Orlando Washington | · Athens Birmingham Miami Orlando Washington |
| Washington                | · Athens Birmingham Miami Orlando Washington | · Athens Birmingham Miami Orlando Washington |
| Robert F. Kennedy Stadium | · Athens Birmingham Miami Orlando Washington | · Athens Birmingham Miami Orlando Washington |
| Kapacitet: 56 500         | · Athens Birmingham Miami Orlando Washington | · Athens Birmingham Miami Orlando Washington |
|                           | · Athens Birmingham Miami Orlando Washington | · Athens Birmingham Miami Orlando Washington |

## Domare
| Afrika - Gamal Al-Ghandour (Egypten) - Lucien Bouchardeau (Niger) Asien - Omer Al Mehannah (Saudiarabien) - Pirom Un-Prasert (Thailand) Europa - Pierluigi Collina (Italien) - José Garcia Aranda (Spanien) - Hugh Dallas (Skottland, Storbritannien) | Nord- och centralamerika samt Karibien - Benito Archundia (Mexiko) - Esfandiar Baharmast (USA) Oceanien - Edward Lennie (Australien) Sydamerika - Roberto Ruscio (Argentina) - Antônio Pereira (Brasilien) |

## Gruppspel

### Grupp A
| Nr | Lag       | S | V | O | F | GM | IM | MS | P |
| -- | --------- | - | - | - | - | -- | -- | -- | - |
| 1  | Argentina | 3 | 1 | 2 | 0 | 5  | 3  | +2 | 5 |
| 2  | Portugal  | 3 | 1 | 2 | 0 | 4  | 2  | +2 | 5 |
| 3  | USA       | 3 | 1 | 1 | 1 | 4  | 4  | 0  | 4 |
| 4  | Tunisien  | 3 | 0 | 1 | 2 | 1  | 5  | −4 | 1 |

|           | 20 juli 1996 | Portugal                | 2 – 0           | Tunisien | RFK Stadium                                                   |                                                               |
| 15:00 UTC | 15:00 UTC    | Afonso Martins 13′, 68′ | (1 – 0) Rapport |          | Washington Publik: 34 796 Domare: Antônio Pereira (Brasilien) | Washington Publik: 34 796 Domare: Antônio Pereira (Brasilien) |
| 15:00 UTC | 15:00 UTC    |                         |                 |          | Washington Publik: 34 796 Domare: Antônio Pereira (Brasilien) | Washington Publik: 34 796 Domare: Antônio Pereira (Brasilien) |
| 15:00 UTC | 15:00 UTC    |                         |                 |          | Washington Publik: 34 796 Domare: Antônio Pereira (Brasilien) | Washington Publik: 34 796 Domare: Antônio Pereira (Brasilien) |

|           | 20 juli 1996 | USA              | 1 – 3           | Argentina                                                    | Legion Field                                                 |                                                              |
| 19:30 UTC | 19:30 UTC    | Claudio Reyna 1′ | (1 – 1) Rapport | 26′ Gustavo Adrián López 55′ Hernán Crespo 90′ Diego Simeone | Birmingham Publik: 83 183 Domare: Lucien Bouchardeau (Niger) | Birmingham Publik: 83 183 Domare: Lucien Bouchardeau (Niger) |
| 19:30 UTC | 19:30 UTC    |                  |                 |                                                              | Birmingham Publik: 83 183 Domare: Lucien Bouchardeau (Niger) | Birmingham Publik: 83 183 Domare: Lucien Bouchardeau (Niger) |
| 19:30 UTC | 19:30 UTC    |                  |                 |                                                              | Birmingham Publik: 83 183 Domare: Lucien Bouchardeau (Niger) | Birmingham Publik: 83 183 Domare: Lucien Bouchardeau (Niger) |

|           | 22 juli 1996 | Argentina        | 1 – 1           | Portugal       | RFK Stadium                                                       |                                                                   |
| 19:30 UTC | 19:30 UTC    | Ariel Ortega 45′ | (1 – 0) Rapport | 70′ Nuno Gomes | Washington Publik: 25 811 Domare: Omer Al Mehannah (Saudiarabien) | Washington Publik: 25 811 Domare: Omer Al Mehannah (Saudiarabien) |
| 19:30 UTC | 19:30 UTC    |                  |                 |                | Washington Publik: 25 811 Domare: Omer Al Mehannah (Saudiarabien) | Washington Publik: 25 811 Domare: Omer Al Mehannah (Saudiarabien) |
| 19:30 UTC | 19:30 UTC    |                  |                 |                | Washington Publik: 25 811 Domare: Omer Al Mehannah (Saudiarabien) | Washington Publik: 25 811 Domare: Omer Al Mehannah (Saudiarabien) |

|           | 22 juli 1996 | USA                                      | 2 – 0           | Tunisien | Legion Field                                                              |                                                                           |
| 19:30 UTC | 19:30 UTC    | Jovan Kirovski 38′ Brian Maisonneuve 90′ | (1 – 0) Rapport |          | Birmingham Publik: 45 687 Domare: Hugh Dallas (Skottland, Storbritannien) | Birmingham Publik: 45 687 Domare: Hugh Dallas (Skottland, Storbritannien) |
| 19:30 UTC | 19:30 UTC    |                                          |                 |          | Birmingham Publik: 45 687 Domare: Hugh Dallas (Skottland, Storbritannien) | Birmingham Publik: 45 687 Domare: Hugh Dallas (Skottland, Storbritannien) |
| 19:30 UTC | 19:30 UTC    |                                          |                 |          | Birmingham Publik: 45 687 Domare: Hugh Dallas (Skottland, Storbritannien) | Birmingham Publik: 45 687 Domare: Hugh Dallas (Skottland, Storbritannien) |

|           | 24 juli 1996 | Argentina       | 1 – 1           | Tunisien             | Legion Field                                                  |                                                               |
| 19:30 UTC | 19:30 UTC    | Ariel Ortega 5′ | (1 – 0) Rapport | 74′ Mohamed M'Kacher | Birmingham Publik: 16 826 Domare: Pirom Un-Prasert (Thailand) | Birmingham Publik: 16 826 Domare: Pirom Un-Prasert (Thailand) |
| 19:30 UTC | 19:30 UTC    |                 |                 |                      | Birmingham Publik: 16 826 Domare: Pirom Un-Prasert (Thailand) | Birmingham Publik: 16 826 Domare: Pirom Un-Prasert (Thailand) |
| 19:30 UTC | 19:30 UTC    |                 |                 |                      | Birmingham Publik: 16 826 Domare: Pirom Un-Prasert (Thailand) | Birmingham Publik: 16 826 Domare: Pirom Un-Prasert (Thailand) |

|           | 24 juli 1996 | USA                   | 1 – 1           | Portugal        | RFK Stadium                                                  |                                                              |
| 19:30 UTC | 19:30 UTC    | Brian Maisonneuve 75′ | (0 – 1) Rapport | 33′ Paulo Alves | Washington Publik: 58 012 Domare: Edward Lennie (Australien) | Washington Publik: 58 012 Domare: Edward Lennie (Australien) |
| 19:30 UTC | 19:30 UTC    |                       |                 |                 | Washington Publik: 58 012 Domare: Edward Lennie (Australien) | Washington Publik: 58 012 Domare: Edward Lennie (Australien) |
| 19:30 UTC | 19:30 UTC    |                       |                 |                 | Washington Publik: 58 012 Domare: Edward Lennie (Australien) | Washington Publik: 58 012 Domare: Edward Lennie (Australien) |

### Grupp B
| Nr | Lag          | S | V | O | F | GM | IM | MS | P |
| -- | ------------ | - | - | - | - | -- | -- | -- | - |
| 1  | Frankrike    | 3 | 2 | 1 | 0 | 5  | 2  | +3 | 7 |
| 2  | Spanien      | 3 | 2 | 1 | 0 | 5  | 3  | +2 | 7 |
| 3  | Australien   | 3 | 1 | 0 | 2 | 4  | 6  | −2 | 3 |
| 4  | Saudiarabien | 3 | 0 | 0 | 3 | 2  | 5  | −3 | 0 |

|           | 20 juli 1996 | Spanien                  | 1 – 0           | Saudiarabien | Citrus Bowl                                                |                                                            |
| 18:30 UTC | 18:30 UTC    | Óscar García Junyent 80′ | (0 – 0) Rapport |              | Orlanda Publik: 28 774 Domare: Pierluigi Collina (Italien) | Orlanda Publik: 28 774 Domare: Pierluigi Collina (Italien) |
| 18:30 UTC | 18:30 UTC    |                          |                 |              | Orlanda Publik: 28 774 Domare: Pierluigi Collina (Italien) | Orlanda Publik: 28 774 Domare: Pierluigi Collina (Italien) |
| 18:30 UTC | 18:30 UTC    |                          |                 |              | Orlanda Publik: 28 774 Domare: Pierluigi Collina (Italien) | Orlanda Publik: 28 774 Domare: Pierluigi Collina (Italien) |

|           | 20 juli 1996 | Frankrike                            | 2 – 0           | Australien | Orange Bowl                                                   |                                                               |
| 18:30 UTC | 18:30 UTC    | Robert Pirès 11′ Florian Maurice 74′ | (1 – 0) Rapport |            | Miami Publik: 14 322 Domare: Roberto Ruben Ruscio (Argentina) | Miami Publik: 14 322 Domare: Roberto Ruben Ruscio (Argentina) |
| 18:30 UTC | 18:30 UTC    |                                      |                 |            | Miami Publik: 14 322 Domare: Roberto Ruben Ruscio (Argentina) | Miami Publik: 14 322 Domare: Roberto Ruben Ruscio (Argentina) |
| 18:30 UTC | 18:30 UTC    |                                      |                 |            | Miami Publik: 14 322 Domare: Roberto Ruben Ruscio (Argentina) | Miami Publik: 14 322 Domare: Roberto Ruben Ruscio (Argentina) |

|           | 22 juli 1996 | Frankrike             | 1 – 1           | Spanien                  | Citrus Bowl                                                |                                                            |
| 19:00 UTC | 19:00 UTC    | Sylvain Legwinski 38′ | (1 – 0) Rapport | 80′ Óscar García Junyent | Orlanda Publik: 16 773 Domare: Pirom Un-Prasert (Thailand) | Orlanda Publik: 16 773 Domare: Pirom Un-Prasert (Thailand) |
| 19:00 UTC | 19:00 UTC    |                       |                 |                          | Orlanda Publik: 16 773 Domare: Pirom Un-Prasert (Thailand) | Orlanda Publik: 16 773 Domare: Pirom Un-Prasert (Thailand) |
| 19:00 UTC | 19:00 UTC    |                       |                 |                          | Orlanda Publik: 16 773 Domare: Pirom Un-Prasert (Thailand) | Orlanda Publik: 16 773 Domare: Pirom Un-Prasert (Thailand) |

|           | 22 juli 1996 | Australien                         | 2 – 1           | Saudiarabien             | Orange Bowl                                           |                                                       |
| 19:00 UTC | 19:00 UTC    | Peter Tsekenis 11′ Mark Viduka 63′ | (1 – 1) Rapport | 37′ Mohammed Al-Khilaiwi | Miami Publik: 5 997 Domare: Esfandiar Baharmast (USA) | Miami Publik: 5 997 Domare: Esfandiar Baharmast (USA) |
| 19:00 UTC | 19:00 UTC    |                                    |                 |                          | Miami Publik: 5 997 Domare: Esfandiar Baharmast (USA) | Miami Publik: 5 997 Domare: Esfandiar Baharmast (USA) |
| 19:00 UTC | 19:00 UTC    |                                    |                 |                          | Miami Publik: 5 997 Domare: Esfandiar Baharmast (USA) | Miami Publik: 5 997 Domare: Esfandiar Baharmast (USA) |

|           | 24 juli 1996 | Spanien                                          | 3 – 2           | Australien             | Citrus Bowl                                                            |                                                                        |
| 19:00 UTC | 19:00 UTC    | Raúl González Blanco 40′, 90′ Santiago Denia 86′ | (1 – 2) Rapport | 3′, 12′ Aurelio Vidmar | Orlando Publik: 12 050 Domare: Hugh Dallas (Skottland, Storbritannien) | Orlando Publik: 12 050 Domare: Hugh Dallas (Skottland, Storbritannien) |
| 19:00 UTC | 19:00 UTC    |                                                  |                 |                        | Orlando Publik: 12 050 Domare: Hugh Dallas (Skottland, Storbritannien) | Orlando Publik: 12 050 Domare: Hugh Dallas (Skottland, Storbritannien) |
| 19:00 UTC | 19:00 UTC    |                                                  |                 |                        | Orlando Publik: 12 050 Domare: Hugh Dallas (Skottland, Storbritannien) | Orlando Publik: 12 050 Domare: Hugh Dallas (Skottland, Storbritannien) |

|           | 24 juli 1996 | Frankrike                                        | 2 – 1           | Saudiarabien  | Orange Bowl                                           |                                                       |
| 19:00 UTC | 19:00 UTC    | Florian Maurice 20′ (str.) Antoine Sibierski 49′ | (1 – 1) Rapport | 26′ Fuad Amin | Miami Publik: 4 615 Domare: Benito Archundia (Mexiko) | Miami Publik: 4 615 Domare: Benito Archundia (Mexiko) |
| 19:00 UTC | 19:00 UTC    |                                                  |                 |               | Miami Publik: 4 615 Domare: Benito Archundia (Mexiko) | Miami Publik: 4 615 Domare: Benito Archundia (Mexiko) |
| 19:00 UTC | 19:00 UTC    |                                                  |                 |               | Miami Publik: 4 615 Domare: Benito Archundia (Mexiko) | Miami Publik: 4 615 Domare: Benito Archundia (Mexiko) |

### Grupp C
| Nr | Lag      | S | V | O | F | GM | IM | MS | P |
| -- | -------- | - | - | - | - | -- | -- | -- | - |
| 1  | Mexiko   | 3 | 1 | 2 | 0 | 2  | 1  | +1 | 5 |
| 2  | Ghana    | 3 | 1 | 1 | 1 | 4  | 4  | 0  | 4 |
| 3  | Sydkorea | 3 | 1 | 1 | 1 | 2  | 2  | 0  | 4 |
| 4  | Italien  | 3 | 1 | 0 | 2 | 4  | 5  | −1 | 3 |

|           | 21 juli 1996 | Sydkorea                  | 1 – 0   | Ghana | RFK Stadium                                                  |                                                              |
| 12:00 UTC | 12:00 UTC    | Yoon Jung-Hwan 41′ (str.) | Rapport |       | Washington Publik: 45 946 Domare: Edward Lennie (Australien) | Washington Publik: 45 946 Domare: Edward Lennie (Australien) |
| 12:00 UTC | 12:00 UTC    |                           |         |       | Washington Publik: 45 946 Domare: Edward Lennie (Australien) | Washington Publik: 45 946 Domare: Edward Lennie (Australien) |
| 12:00 UTC | 12:00 UTC    |                           |         |       | Washington Publik: 45 946 Domare: Edward Lennie (Australien) | Washington Publik: 45 946 Domare: Edward Lennie (Australien) |

|           | 21 juli 1996 | Mexiko                 | 1 – 0           | Italien | Legion Field                                                              |                                                                           |
| 17:00 UTC | 17:00 UTC    | Francisco Palencia 83′ | (0 – 0) Rapport |         | Birmingham Publik: 44 211 Domare: Hugh Dallas (Skottland, Storbritannien) | Birmingham Publik: 44 211 Domare: Hugh Dallas (Skottland, Storbritannien) |
| 17:00 UTC | 17:00 UTC    |                        |                 |         | Birmingham Publik: 44 211 Domare: Hugh Dallas (Skottland, Storbritannien) | Birmingham Publik: 44 211 Domare: Hugh Dallas (Skottland, Storbritannien) |
| 17:00 UTC | 17:00 UTC    |                        |                 |         | Birmingham Publik: 44 211 Domare: Hugh Dallas (Skottland, Storbritannien) | Birmingham Publik: 44 211 Domare: Hugh Dallas (Skottland, Storbritannien) |

|           | 23 juli 1996 | Mexiko | 0 – 0   | Sydkorea | Legion Field                                                   |                                                                |
| 20:00 UTC | 20:00 UTC    |        | Rapport |          | Birmingham Publik: 26 111 Domare: Lucien Bouchardeau (Nigeria) | Birmingham Publik: 26 111 Domare: Lucien Bouchardeau (Nigeria) |
| 20:00 UTC | 20:00 UTC    |        |         |          | Birmingham Publik: 26 111 Domare: Lucien Bouchardeau (Nigeria) | Birmingham Publik: 26 111 Domare: Lucien Bouchardeau (Nigeria) |
| 20:00 UTC | 20:00 UTC    |        |         |          | Birmingham Publik: 26 111 Domare: Lucien Bouchardeau (Nigeria) | Birmingham Publik: 26 111 Domare: Lucien Bouchardeau (Nigeria) |

|           | 23 juli 1996 | Ghana                                                 | 3 – 2           | Italien               | RFK Stadium                                                    |                                                                |
| 21:00 UTC | 21:00 UTC    | Christian Sabah 15′, 74′ Augustine Ahinful 63′ (str.) | (1 – 2) Rapport | 8′, 44′ (str.) Branca | Washington Publik: 27 849 Domare: José Garcia Aranda (Spanien) | Washington Publik: 27 849 Domare: José Garcia Aranda (Spanien) |
| 21:00 UTC | 21:00 UTC    |                                                       |                 |                       | Washington Publik: 27 849 Domare: José Garcia Aranda (Spanien) | Washington Publik: 27 849 Domare: José Garcia Aranda (Spanien) |
| 21:00 UTC | 21:00 UTC    |                                                       |                 |                       | Washington Publik: 27 849 Domare: José Garcia Aranda (Spanien) | Washington Publik: 27 849 Domare: José Garcia Aranda (Spanien) |

|           | 25 juli 1996 | Mexiko                  | 1 – 1           | Ghana              | RFK Stadium                                                   |                                                               |
| 21:00 UTC | 21:00 UTC    | José Manuel Abundis 65′ | (0 – 1) Rapport | 44′ Ebenezer Hagan | Washington Publik: 30 237 Domare: Antônio Pereira (Brasilien) | Washington Publik: 30 237 Domare: Antônio Pereira (Brasilien) |
| 21:00 UTC | 21:00 UTC    |                         |                 |                    | Washington Publik: 30 237 Domare: Antônio Pereira (Brasilien) | Washington Publik: 30 237 Domare: Antônio Pereira (Brasilien) |
| 21:00 UTC | 21:00 UTC    |                         |                 |                    | Washington Publik: 30 237 Domare: Antônio Pereira (Brasilien) | Washington Publik: 30 237 Domare: Antônio Pereira (Brasilien) |

|           | 25 juli 1996 | Italien               | 2 – 1   | Sydkorea         | Legion Field                                                      |                                                                   |
| 21:00 UTC | 21:00 UTC    | Marco Branca 24′, 82′ | Rapport | 62′ Lee Ki-Hyung | Birmingham Publik: 28 319 Domare: Robert Ruben Ruscio (Argentina) | Birmingham Publik: 28 319 Domare: Robert Ruben Ruscio (Argentina) |
| 21:00 UTC | 21:00 UTC    |                       |         |                  | Birmingham Publik: 28 319 Domare: Robert Ruben Ruscio (Argentina) | Birmingham Publik: 28 319 Domare: Robert Ruben Ruscio (Argentina) |
| 21:00 UTC | 21:00 UTC    |                       |         |                  | Birmingham Publik: 28 319 Domare: Robert Ruben Ruscio (Argentina) | Birmingham Publik: 28 319 Domare: Robert Ruben Ruscio (Argentina) |

### Grupp D
| Nr | Lag       | S | V | O | F | GM | IM | MS | P |
| -- | --------- | - | - | - | - | -- | -- | -- | - |
| 1  | Brasilien | 3 | 2 | 0 | 1 | 4  | 2  | +2 | 6 |
| 2  | Nigeria   | 3 | 2 | 0 | 1 | 3  | 1  | +2 | 6 |
| 3  | Japan     | 3 | 2 | 0 | 1 | 4  | 4  | 0  | 6 |
| 4  | Ungern    | 3 | 0 | 0 | 3 | 3  | 7  | −4 | 0 |

|           | 21 juli 1996 | Japan             | 1 – 0           | Brasilien | Orange Bowl                                            |                                                        |
| 18:30 UTC | 18:30 UTC    | Teruyoshi Ito 72′ | (0 – 0) Rapport |           | Miami Publik: 46 713 Domare: Benito Archundia (Mexiko) | Miami Publik: 46 713 Domare: Benito Archundia (Mexiko) |
| 18:30 UTC | 18:30 UTC    |                   |                 |           | Miami Publik: 46 713 Domare: Benito Archundia (Mexiko) | Miami Publik: 46 713 Domare: Benito Archundia (Mexiko) |
| 18:30 UTC | 18:30 UTC    |                   |                 |           | Miami Publik: 46 713 Domare: Benito Archundia (Mexiko) | Miami Publik: 46 713 Domare: Benito Archundia (Mexiko) |

|           | 21 juli 1996 | Nigeria          | 1 – 0           | Ungern | Citrus Bowl                                                |                                                            |
| 18:30 UTC | 18:30 UTC    | Nwankwo Kanu 44′ | (1 – 0) Rapport |        | Orlando Publik: 25 303 Domare: Pirom Un-Prasert (Thailand) | Orlando Publik: 25 303 Domare: Pirom Un-Prasert (Thailand) |
| 18:30 UTC | 18:30 UTC    |                  |                 |        | Orlando Publik: 25 303 Domare: Pirom Un-Prasert (Thailand) | Orlando Publik: 25 303 Domare: Pirom Un-Prasert (Thailand) |
| 18:30 UTC | 18:30 UTC    |                  |                 |        | Orlando Publik: 25 303 Domare: Pirom Un-Prasert (Thailand) | Orlando Publik: 25 303 Domare: Pirom Un-Prasert (Thailand) |

|           | 23 juli 1996 | Brasilien                                   | 3 – 1           | Ungern          | Orange Bowl                                              |                                                          |
| 20:30 UTC | 20:30 UTC    | Ronaldo 35′ Juninho Paulista 61′ Bebeto 84′ | (1 – 0) Rapport | 58′ Csaba Madar | Miami Publik: 34 871 Domare: Gamal Al-Ghandour (Egypten) | Miami Publik: 34 871 Domare: Gamal Al-Ghandour (Egypten) |
| 20:30 UTC | 20:30 UTC    |                                             |                 |                 | Miami Publik: 34 871 Domare: Gamal Al-Ghandour (Egypten) | Miami Publik: 34 871 Domare: Gamal Al-Ghandour (Egypten) |
| 20:30 UTC | 20:30 UTC    |                                             |                 |                 | Miami Publik: 34 871 Domare: Gamal Al-Ghandour (Egypten) | Miami Publik: 34 871 Domare: Gamal Al-Ghandour (Egypten) |

|           | 23 juli 1996 | Nigeria                                        | 2 – 0           | Japan | Citrus Bowl                                                |                                                            |
| 20:30 UTC | 20:30 UTC    | Tijani Babangida 82′ Jay-Jay Okocha 90′ (str.) | (0 – 0) Rapport |       | Orlanda Publik: 22 734 Domare: Pierluigi Collina (Italien) | Orlanda Publik: 22 734 Domare: Pierluigi Collina (Italien) |
| 20:30 UTC | 20:30 UTC    |                                                |                 |       | Orlanda Publik: 22 734 Domare: Pierluigi Collina (Italien) | Orlanda Publik: 22 734 Domare: Pierluigi Collina (Italien) |
| 20:30 UTC | 20:30 UTC    |                                                |                 |       | Orlanda Publik: 22 734 Domare: Pierluigi Collina (Italien) | Orlanda Publik: 22 734 Domare: Pierluigi Collina (Italien) |

|           | 25 juli 1996 | Brasilien   | 1 – 0           | Nigeria | Orange Bowl                                            |                                                        |
| 21:00 UTC | 21:00 UTC    | Ronaldo 30′ | (1 – 0) Rapport |         | Miami Publik: 55 650 Domare: Esfandiar Baharmast (USA) | Miami Publik: 55 650 Domare: Esfandiar Baharmast (USA) |
| 21:00 UTC | 21:00 UTC    |             |                 |         | Miami Publik: 55 650 Domare: Esfandiar Baharmast (USA) | Miami Publik: 55 650 Domare: Esfandiar Baharmast (USA) |
| 21:00 UTC | 21:00 UTC    |             |                 |         | Miami Publik: 55 650 Domare: Esfandiar Baharmast (USA) | Miami Publik: 55 650 Domare: Esfandiar Baharmast (USA) |

|           | 23 juli 1996 | Japan                                                 | 3 – 2           | Ungern                          | Citrus Bowl                                                 |                                                             |
| 21:00 UTC | 21:00 UTC    | Masakiyo Maezono 39′ (str.), 90+1′ Kenichi Uemura 90′ | (1 – 1) Rapport | 2′ Tamas Sandor 48′ Csaba Madar | Orlanda Publik: 20 834 Domare: Lucien Bouchardeau (Nigeria) | Orlanda Publik: 20 834 Domare: Lucien Bouchardeau (Nigeria) |
| 21:00 UTC | 21:00 UTC    |                                                       |                 |                                 | Orlanda Publik: 20 834 Domare: Lucien Bouchardeau (Nigeria) | Orlanda Publik: 20 834 Domare: Lucien Bouchardeau (Nigeria) |
| 21:00 UTC | 21:00 UTC    |                                                       |                 |                                 | Orlanda Publik: 20 834 Domare: Lucien Bouchardeau (Nigeria) | Orlanda Publik: 20 834 Domare: Lucien Bouchardeau (Nigeria) |

## Slutspel

### Slutspelsträd
|  | Kvartsfinaler             | Kvartsfinaler         |                         |   | Semifinaler | Semifinaler |  |  | Final | Final |
|  |                           |                       |                         |   |             |             |  |  |       |       |
|  | 27 juli 1996 - Miami      |                       |                         |   |             |             |  |  |       |       |
|  |                           |                       |                         |   |             |             |  |  |       |       |
|  | Portugal (e.f.)           | 2                     |                         |   |             |             |  |  |       |       |
|  | Portugal (e.f.)           | 2                     | 30 juli 1996 - Athens   |   |             |             |  |  |       |       |
|  | Frankrike                 | 1                     |                         |   |             |             |  |  |       |       |
|  | Frankrike                 | 1                     | Portugal                | 0 |             |             |  |  |       |       |
|  | 27 juli 1996 - Birmingham |                       | Portugal                | 0 |             |             |  |  |       |       |
|  |                           | Argentina             | 2                       |   |             |             |  |  |       |       |
|  | Argentina                 | Argentina             | 2                       | 4 |             |             |  |  |       |       |
|  | Argentina                 |                       | 3 augusti 1996 - Athens | 4 |             |             |  |  |       |       |
|  | Spanien                   | 0                     |                         |   |             |             |  |  |       |       |
|  | Spanien                   | 0                     | Nigeria                 | 3 |             |             |  |  |       |       |
|  | 28 juli 1996 - Birmingham |                       | Nigeria                 | 3 |             |             |  |  |       |       |
|  |                           | Argentina             | 2                       |   |             |             |  |  |       |       |
|  | Mexiko                    | Argentina             | 2                       | 0 |             |             |  |  |       |       |
|  | Mexiko                    | 31 juli 1996 - Athens |                         | 0 |             |             |  |  |       |       |
|  | Nigeria                   | 2                     |                         |   |             |             |  |  |       |       |
|  | Nigeria                   | 2                     | Nigeria (e.f.)          | 4 |             |             |  |  |       |       |
|  | 28 juli 1996 - Miami      |                       | Nigeria (e.f.)          | 4 |             |             |  |  |       |       |
|  |                           | Brasilien             | 3                       |   | Bronsmatch  | Bronsmatch  |  |  |       |       |
|  | Brasilien                 | Brasilien             | 3                       | 4 | Bronsmatch  | Bronsmatch  |  |  |       |       |
|  | Brasilien                 |                       | 2 augusti 1996 - Athens | 4 |             |             |  |  |       |       |
|  | Ghana                     | 2                     |                         |   |             |             |  |  |       |       |
|  | Ghana                     | 2                     | Brasilien               | 5 |             |             |  |  |       |       |
|  |                           |                       |                         |   |             |             |  |  |       |       |
|  | Portugal                  | 0                     |                         |   |             |             |  |  |       |       |
|  | Portugal                  | 0                     |                         |   |             |             |  |  |       |       |

### Kvartsfinaler
|           | 27 juli 1996 | Portugal                                | 0000 2 – 1 (e.fl.) | Frankrike           | Orange Bowl                                              |                                                          |
| 18:00 UTC | 18:00 UTC    | Nuno Capucho 7′ José Calado 105′ (str.) | (1 – 0) Rapport    | 49′ Florian Maurice | Miami Publik: 22 339 Domare: Pierluigi Collina (Italien) | Miami Publik: 22 339 Domare: Pierluigi Collina (Italien) |
| 18:00 UTC | 18:00 UTC    |                                         |                    |                     | Miami Publik: 22 339 Domare: Pierluigi Collina (Italien) | Miami Publik: 22 339 Domare: Pierluigi Collina (Italien) |
| 18:00 UTC | 18:00 UTC    |                                         |                    |                     | Miami Publik: 22 339 Domare: Pierluigi Collina (Italien) | Miami Publik: 22 339 Domare: Pierluigi Collina (Italien) |

|           | 27 juli 1996 | Argentina                                                             | 4 – 0           | Spanien | Legion Field                                                  |                                                               |
| 19:30 UTC | 19:30 UTC    | Hernán Crespo 47′, 88′ Agustín Aranzábal 52′ (sjm.) Claudio López 66′ | (0 – 0) Rapport |         | Birmingham Publik: 43 507 Domare: Gamal Al-Ghandour (Egypten) | Birmingham Publik: 43 507 Domare: Gamal Al-Ghandour (Egypten) |
| 19:30 UTC | 19:30 UTC    |                                                                       |                 |         | Birmingham Publik: 43 507 Domare: Gamal Al-Ghandour (Egypten) | Birmingham Publik: 43 507 Domare: Gamal Al-Ghandour (Egypten) |
| 19:30 UTC | 19:30 UTC    |                                                                       |                 |         | Birmingham Publik: 43 507 Domare: Gamal Al-Ghandour (Egypten) | Birmingham Publik: 43 507 Domare: Gamal Al-Ghandour (Egypten) |

|           | 28 juli 1996 | Mexiko | 0 – 2           | Nigeria                                   | Legion Field                                                      |                                                                   |
| 16:00 UTC | 16:00 UTC    |        | (0 – 1) Rapport | 20′ Jay-Jay Okocha 84′ Celestine Babayaro | Birmingham Publik: 44 788 Domare: Omer Al Mehannah (Saudiarabien) | Birmingham Publik: 44 788 Domare: Omer Al Mehannah (Saudiarabien) |
| 16:00 UTC | 16:00 UTC    |        |                 |                                           | Birmingham Publik: 44 788 Domare: Omer Al Mehannah (Saudiarabien) | Birmingham Publik: 44 788 Domare: Omer Al Mehannah (Saudiarabien) |
| 16:00 UTC | 16:00 UTC    |        |                 |                                           | Birmingham Publik: 44 788 Domare: Omer Al Mehannah (Saudiarabien) | Birmingham Publik: 44 788 Domare: Omer Al Mehannah (Saudiarabien) |

|           | 28 juli 1996 | Brasilien                                        | 4 – 2           | Ghana                                 | Orange Bowl                                              |                                                          |
| 18:00 UTC | 18:00 UTC    | Afo Duodu 18′ (sjm.) Ronaldo 56′, 62′ Bebeto 72′ | (1 – 1) Rapport | 23′ Charles Akonnor 53′ Felix Aboagye | Miami Publik: 45 257 Domare: Pirom Un-Prasert (Thailand) | Miami Publik: 45 257 Domare: Pirom Un-Prasert (Thailand) |
| 18:00 UTC | 18:00 UTC    |                                                  |                 |                                       | Miami Publik: 45 257 Domare: Pirom Un-Prasert (Thailand) | Miami Publik: 45 257 Domare: Pirom Un-Prasert (Thailand) |
| 18:00 UTC | 18:00 UTC    |                                                  |                 |                                       | Miami Publik: 45 257 Domare: Pirom Un-Prasert (Thailand) | Miami Publik: 45 257 Domare: Pirom Un-Prasert (Thailand) |

### Semifinaler
|           | 30 juli 1996 | Portugal | 0 – 2           | Argentina              | Sanford Stadium                                         |                                                         |
| 18:00 UTC | 18:00 UTC    |          | (0 – 0) Rapport | 55′, 61′ Hernán Crespo | Athens Publik: 78 212 Domare: Esfandiar Baharmast (USA) | Athens Publik: 78 212 Domare: Esfandiar Baharmast (USA) |
| 18:00 UTC | 18:00 UTC    |          |                 |                        | Athens Publik: 78 212 Domare: Esfandiar Baharmast (USA) | Athens Publik: 78 212 Domare: Esfandiar Baharmast (USA) |
| 18:00 UTC | 18:00 UTC    |          |                 |                        | Athens Publik: 78 212 Domare: Esfandiar Baharmast (USA) | Athens Publik: 78 212 Domare: Esfandiar Baharmast (USA) |

|           | 31 juli 1996 | Nigeria                                                                       | 0000 4 – 3 (e.fl.) | Brasilien                           | Sanford Stadium                                            |                                                            |
| 18:00 UTC | 18:00 UTC    | Roberto Carlos 20′ (sjm.) Victor Ikpeba 78′ Nwankwo Kanu 90′ Nwankwo Kanu 94′ | (1 – 3) Rapport    | 1′, 38′ Flavio Conceição 28′ Bebeto | Athens Publik: 78 587 Domare: José Garcia Aranda (Spanien) | Athens Publik: 78 587 Domare: José Garcia Aranda (Spanien) |
| 18:00 UTC | 18:00 UTC    |                                                                               |                    |                                     | Athens Publik: 78 587 Domare: José Garcia Aranda (Spanien) | Athens Publik: 78 587 Domare: José Garcia Aranda (Spanien) |
| 18:00 UTC | 18:00 UTC    |                                                                               |                    |                                     | Athens Publik: 78 587 Domare: José Garcia Aranda (Spanien) | Athens Publik: 78 587 Domare: José Garcia Aranda (Spanien) |

### Bronsmatch
|           | 2 augusti 1996 | Brasilien                                            | 5 – 0   | Portugal | Sanford Stadium                                           |                                                           |
| 18:00 UTC | 18:00 UTC      | Ronaldo 4′ Flavio Conceição 10′ Bebeto 46′, 53′, 74′ | Rapport |          | Athens Publik: 68 173 Domare: Gamal Al-Ghandour (Egypten) | Athens Publik: 68 173 Domare: Gamal Al-Ghandour (Egypten) |
| 18:00 UTC | 18:00 UTC      |                                                      |         |          | Athens Publik: 68 173 Domare: Gamal Al-Ghandour (Egypten) | Athens Publik: 68 173 Domare: Gamal Al-Ghandour (Egypten) |
| 18:00 UTC | 18:00 UTC      |                                                      |         |          | Athens Publik: 68 173 Domare: Gamal Al-Ghandour (Egypten) | Athens Publik: 68 173 Domare: Gamal Al-Ghandour (Egypten) |

### Final
|           | 3 augusti 1996 | Nigeria                                                         | 3 – 2           | Argentina                                 | Sanford Stadium                                           |                                                           |
| 15:45 UTC | 15:45 UTC      | Celestine Babayaro 28′ Daniel Amokachi 74′ Emmanuel Amuneke 90′ | (1 – 1) Rapport | 3′ Claudio López 50′ (str.) Hernán Crespo | Athens Publik: 86 117 Domare: Pierluigi Collina (Italien) | Athens Publik: 86 117 Domare: Pierluigi Collina (Italien) |
| 15:45 UTC | 15:45 UTC      |                                                                 |                 |                                           | Athens Publik: 86 117 Domare: Pierluigi Collina (Italien) | Athens Publik: 86 117 Domare: Pierluigi Collina (Italien) |
| 15:45 UTC | 15:45 UTC      |                                                                 |                 |                                           | Athens Publik: 86 117 Domare: Pierluigi Collina (Italien) | Athens Publik: 86 117 Domare: Pierluigi Collina (Italien) |

## Medaljörer
| Gren   | Guld | Silver | Brons |
| Herrar | Nigeria · Daniel Amokachi · Emmanuel Amunike · Tijani Babangida · Celestine Babayaro · Emmanuel Babayaro · Teslim Fatusi · Victor Ikpeba · Dosu Joseph · Nwankwo Kanu · Garba Lawal · Abiodon Obafemi · Kingsley Obiekwu · Uche Okechukwu · Jay-Jay Okocha · Sunday Oliseh · Mobi Oparaku · Wilson Oruma · Taribo West | Argentina · Matias Almeyda · Roberto Ayala · Christian Bassedas · Carlos Bossio · Pablo Cavallero · José Chamot · Hernán Crespo · Marcelo Delgado · Marcelo Gallardo · Claudio López · Gustavo Adrián López · Hugo Morales · Ariel Ortega · Pablo Paz · Hector Pineda · Roberto Sensini · Diego Simeone · Javier Zanetti | Brasilien · Dida · Zé María · Aldair · Ronaldo · Flávio Conceição · Roberto Carlos · Bebeto · Amaral · Juninho · Rivaldo · Sávio · Danrlei · Narciso · André Luiz · Zé Elias · Marcelinho Paulista · Luizão · Ronaldo Guiaro |